# Championnat de Hongrie féminin de handball
Le championnat de Hongrie féminin de handball est le championnat d'élite des clubs féminins de handball en Hongrie.
Cette compétition a été créée en 1928 dans son format à onze et en 1951 dans son format à sept joueuse. Le championnat est organisé par la Fédération hongroise de handball (MKSZ), est actuellement connue sous le nom de Nemzeti Bajnokság I. 
Après avoir longtemps été dominé par le Vasas SC et ses quinze titres entre 1972 et 1993, c'est actuellement le Győri ETO KC, vainqueur en 2023 de son 17e championnat (dont 15 depuis 2005), qui est le club le plus titré. Avec un 14e titre remporté en 2024, le Ferencváros TC Budapest complète le podium.

## Handball à onze
C'est dans son format à onze joueuses sur grand terrain que débute le championnat de Hongrie en 1928, : le premier champion de l'histoire du handball féminin hongrois fut le 6e arrondissement de Budapest. Les équipes les plus titrées sur grand terrain furent Postás (10) et Goldberger (4). La dernière édition du championnat de handball à onze a eu lieu en 1959

## Handball à sept
Comme dans tous les pays, le handball à sept supplante peu à peu le handball à onze et la première édition sur petit terrain est organisée en 1951 avec seulement 4 équipes participantes. Elle est remportée par le Csepeli Vasas SK, club de l'île de Csepel, à Budapest. L'année suivante, son rival, le Budapest Vörös Meteor Közért est sacré champion.
Entre 1960 et 1986, 3 clubs remportent chacun leur tour plusieurs championnats à la suite : le Vasas SC s'impose 15 fois, le Budapest Spartacus dix fois et le Ferencvárosi TC remporte quatre titres.

### Palmarès
| Saison       | Champion                                                   | Finaliste                                                  | Troisième                                                  |
| ------------ | ---------------------------------------------------------- | ---------------------------------------------------------- | ---------------------------------------------------------- |
| 1951         | Csepeli Vasas SK                                           | Budapesti Vörös Meteor                                     | Debreceni Építők                                           |
| 1952         | Vörös Meteor Fűszért                                       | Csepeli Vasas                                              | Vörös Lobogó Keltex                                        |
| 1953         | Debreceni Petőfi SK                                        | Csepeli Vasas                                              | Vasas Elzett                                               |
| 1954         | Csepeli Vasas SK (2)                                       | Miskolci Lokomotiv                                         | Szikra Gázművek                                            |
| 1955         | Debreceni Törekvés SK                                      | Budapesti Vörös Meteor                                     | Csepeli Vasas                                              |
| 1956         | Csepeli Vasas SK (3)                                       | Budapesti Szikra                                           | Budapesti Vörös Meteor                                     |
| 1957         | Győri Vasas ETO                                            | Testnevelési Főiskola SE                                   | Csepeli Vasas                                              |
| 1958         | Miskolci Vasutas SC                                        | Óbudai Goldberger SE                                       | Budapest Spartacus                                         |
| 1959         | Győri Vasas ETO (2)                                        | Óbudai Goldberger SE                                       | Budapesti Vörös Meteor                                     |
| 1960         | Budapest Spartacus                                         | Győri Vasas ETO                                            | Óbudai Goldberger SE                                       |
| 1961         | Budapest Spartacus (2)                                     | Óbudai Goldberger SE                                       | Pécsi Bányász                                              |
| 1962         | Budapest Spartacus (3)                                     | Óbudai Goldberger SE                                       | VM Közért                                                  |
| 1963         | Budapest Spartacus (4)                                     | Ferencváros TC                                             | Óbudai Goldberger SE                                       |
| 1964         | Budapest Spartacus (5)                                     | Óbudai Goldberger SE                                       | Postás SE                                                  |
| 1965         | Budapest Spartacus (6)                                     | Óbudai Goldberger SE                                       | Pécsi Bányász                                              |
| 1966         | Ferencváros TC                                             | Budapest Spartacus                                         | Testnevelési Főiskola SE                                   |
| 1967         | Budapest Spartacus (7)                                     | Ferencváros TC                                             | Vasas SC                                                   |
| 1968         | Ferencváros TC (2)                                         | Pécsi Bányász                                              | Veszprémi Vasas                                            |
| 1969         | Ferencváros TC (3)                                         | Bakony Vegyész                                             | Vasas SC                                                   |
| 1970         | Bakony Vegyész                                             | Ferencváros TC                                             | Budapest Spartacus                                         |
| 1971         | Ferencváros TC (4)                                         | Bakony Vegyész                                             | Vasas SC                                                   |
| 1972         | Vasas SC                                                   | Ferencváros TC                                             | Bakony Vegyész                                             |
| 1973         | Vasas SC (2)                                               | Ferencváros TC                                             | Budapest Spartacus                                         |
| 1974         | Vasas SC (3)                                               | Bakony Vegyész                                             | Ferencváros TC                                             |
| 1975         | Vasas SC (4)                                               | Bakony Vegyész                                             | Ferencváros TC                                             |
| 1976         | Vasas SC (5)                                               | Ferencváros TC                                             | Bakony Vegyész                                             |
| 1977         | Vasas SC (6)                                               | Ferencváros TC                                             | Híradótechnika                                             |
| 1978         | Vasas SC (7)                                               | Ferencváros TC                                             | Tatabányai Bányász                                         |
| 1979         | Vasas SC (8)                                               | Budapest Spartacus                                         | Ferencváros TC                                             |
| 1980         | Vasas SC (9)                                               | Budapest Spartacus                                         | Ferencváros TC                                             |
| 1981         | Vasas SC (10)                                              | Budapest Spartacus                                         | Bakony Vegyész TC                                          |
| 1982         | Vasas SC (11)                                              | Békéscsabai Előre                                          | Bakony Vegyész TC                                          |
| 1983         | Budapest Spartacus (8)                                     | Bakony Veygész TC                                          | Tatabányai Bányász                                         |
| 1984         | Vasas SC (12)                                              | Budapest Spartacus                                         | Bakony Vegyész TC                                          |
| 1985         | Vasas SC (13)                                              | Debreceni VSC                                              | Budapest Spartacus                                         |
| 1986         | Budapest Spartacus (9)                                     | Vasas SC                                                   | Debreceni VSC                                              |
| 1987         | Debreceni VSC (2)                                          | Építők SC                                                  | Ferencváros TC                                             |
| 1988-1989    | Építők SC                                                  | Debreceni VSC                                              | Budapest Spartacus                                         |
| 1989-1990    | Építők SC (2)                                              | Debreceni VSC                                              | Secotex Szeged                                             |
| 1990-1991    | Hargita KC                                                 | BHG SE                                                     | Debreceni VSC                                              |
| 1991-1992    | Vasas SC (14)                                              | Építők KC/Hargita KC                                       | Békéscsabai Előre KSE                                      |
| 1992-1993    | Vasas SC (15)                                              | Ferencváros TC                                             | Debreceni VSC                                              |
| 1993-1994    | Ferencváros TC (5)                                         | Debreceni VSC                                              | Vasas SC                                                   |
| 1994-1995    | Ferencváros TC (6)                                         | Debreceni VSC                                              | Vasas SC                                                   |
| 1995-1996    | Ferencváros TC (7)                                         | Debreceni VSC                                              | Dunaferr NK                                                |
| 1996-1997    | Ferencváros TC (8)                                         | Dunaferr NK                                                | Vasas SC                                                   |
| 1997-1998    | Dunaferr NK                                                | Győri Graboplast ETO                                       | Ferencváros TC                                             |
| 1998-1999    | Dunaferr NK (2)                                            | Ferencváros TC                                             | Győri Graboplast ETO                                       |
| 1999-2000    | Ferencváros TC (9)                                         | Győri Graboplast ETO                                       | Dunaferr NK                                                |
| 2000-2001    | Dunaferr NK (3)                                            | Ferencváros TC                                             | Győri Graboplast ETO                                       |
| 2001-2002    | Ferencváros TC (10)                                        | Dunaferr NK                                                | Győri Graboplast ETO                                       |
| 2002-2003    | Dunaferr NK (4)                                            | Ferencváros TC                                             | Győri Graboplast ETO                                       |
| 2003-2004    | Dunaferr NK (5)                                            | Győri Graboplast ETO                                       | Ferencváros TC                                             |
| 2004-2005    | Győri Graboplast ETO (3)                                   | Dunaferr NK                                                | Ferencváros TC                                             |
| 2005-2006    | Győri Graboplast ETO (4)                                   | Ferencváros TC                                             | Dunaferr NK                                                |
| 2006-2007    | Ferencváros TC (11)                                        | Győri ETO KC                                               | Dunaferr NK                                                |
| 2007-2008    | Győri ETO KC (5)                                           | Dunaferr NK                                                | Ferencváros TC                                             |
| 2008-2009    | Győri ETO KC (6)                                           | Ferencváros TC                                             | Debreceni VSC                                              |
| 2009-2010    | Győri ETO KC (7)                                           | Debreceni VSC                                              | Váci NKSE                                                  |
| 2010-2011    | Győri ETO KC (8)                                           | Debreceni VSC                                              | Ferencváros TC                                             |
| 2011-2012    | Győri ETO KC (9)                                           | Ferencváros TC                                             | Siófok KC                                                  |
| 2012-2013    | Győri ETO KC (10)                                          | Ferencváros TC                                             | ÉTV-Érdi VSE                                               |
| 2013-2014    | Győri ETO KC (11)                                          | Ferencváros TC                                             | Érd NK                                                     |
| 2014-2015    | Ferencváros TC (12)                                        | Győri ETO KC                                               | Érd NK                                                     |
| 2015-2016    | Győri ETO KC (12)                                          | Ferencváros TC                                             | Érd NK                                                     |
| 2016-2017    | Győri ETO KC (13)                                          | Ferencváros TC                                             | Érd NK                                                     |
| 2017-2018    | Győri ETO KC (14)                                          | Ferencváros TC                                             | Érd NK                                                     |
| 2018-2019    | Győri ETO KC (15)                                          | Ferencváros TC                                             | Siófok KC                                                  |
| 2019-2020    | Championnat non terminé à cause de la pandémie de Covid-19 | Championnat non terminé à cause de la pandémie de Covid-19 | Championnat non terminé à cause de la pandémie de Covid-19 |
| 2020-2021    | Ferencváros TC (13)                                        | Győri ETO KC                                               | Mosonmagyaróvári KC (en)                                   |
| 2021–22 (en) | Győri ETO KC                                               | Ferencváros TC                                             | Debreceni VSC                                              |
| 2022–23 (en) | Győri ETO KC                                               | Ferencváros TC                                             | Debreceni VSC                                              |
| 2023-24 (hu) | Ferencváros TC (14)                                        | Győri ETO KC                                               | Mosonmagyaróvári KC (en)                                   |

### Bilan
| Club                    | 1er | 2e | 3e | Saisons victorieuses                                                                                 |
| ----------------------- | --- | -- | -- | --- |
| Győri ETO KC            | 17  | 8  | 4  | 1957, 1959, 2005, 2006, 2008, 2009, 2010, 2011, 2012, 2013, 2014, 2016, 2017, 2018, 2019, 2022, 2023 |
| Vasas SC                | 15  | 1  | 6  | 1972, 1973, 1974, 1975, 1976, 1977, 1978, 1979, 1980, 1981, 1982, 1984, 1985, 1992, 1993             |
| Ferencváros TC Budapest | 14  | 23 | 10 | 1966, 1968, 1969, 1971, 1994, 1995, 1996, 1997, 2000, 2002, 2007, 2015, 2021, 2023                   |
| Budapest Spartacus      | 9   | 5  | 5  | 1960, 1961, 1962, 1963, 1964, 1965, 1967, 1983, 1986                                                 |
| Dunaferr NK             | 5   | 4  | 4  | 1998, 1999, 2001, 2003, 2004                                                                         |
| Csepel SC               | 3   | 2  | 2  | 1951, 1954, 1956                                                                                     |
| Hargita KC/Építők SC    | 3   | 2  | -  | 1989, 1990, 1991                                                                                     |
| Debreceni VSC           | 2   | 8  | 6  | 1955, 1987                                                                                           |
| Veszprém Barabás KC     | 1   | 5  | 6  | 1970                                                                                                 |
| Vörös Meteor            | 1   | 2  | 3  | 1952                                                                                                 |
| Miskolci VSC            | 1   | 1  | -  | 1958                                                                                                 |
| Debreceni Petőfi        | 1   | -  | -  | 1953                                                                                                 |
| Goldberger SE           | -   | 6  | 2  | - |
| Pécsi Bányász           | -   | 1  | 2  | - |
| Bp. Szikra              | -   | 1  | 1  | - |
| Testnevelési Főiskola   | -   | 1  | 1  | - |
| Békéscsabai Előre NKSE  | -   | 1  | 1  | - |
| BHG SE                  | -   | 1  | -  | - |
| Érdi VSE                | -   | -  | 6  | - |
| Tatabányai Bányász      | -   | -  | 2  | - |
| Siófok KC               | -   | -  | 2  | - |
| Mosonmagyaróvár KC      | -   | -  | 2  | - |
| Debreceni Építők        | -   | -  | 1  | - |
| Vörös Lobogó            | -   | -  | 1  | - |
| Vasas Elzett            | -   | -  | 1  | - |
| Bp. Postás              | -   | -  | 1  | - |
| Híradótechnika          | -   | -  | 1  | - |
| Secotex SE              | -   | -  | 1  | - |
| Váci NKSE               | -   | -  | 1  | - |

## Équipes de la saison 2023-2024
| Club                   | Ville           | Rang 2023-24 |
| ---------------------- | --------------- | ------------ |
| Ferencváros TC         | Budapest        | 1er          |
| Győri ETO KC           | Győr            | 2e           |
| Mosonmagyaróvári KC SE | Mosonmagyaróvár | 3e           |
| Debreceni VSC          | Debrecen        | 4e           |
| Váci NKSE              | Vác             | 5e           |
| MTK Budapest           | Budapest        | 6e           |
| Moyra-Budaörs Handball | Budaörs         | 7e           |
| Dunaújvárosi Kohász KA | Dunaújváros     | 8e           |
| Fehérvár KC            | Székesfehérvár  | 9e           |
| Kisvárdai KC           | Kisvárda        | 10e          |
| Vasas SC               | Budapest        | 11e          |
| Békéscsabai Előre NKSE | Békéscsaba      | 12e          |

### Coupes d'Europe
Le coefficient EHF du championnat pour la saison 2024-2025 est :
| Rang                   | Championnat | Coeff. | Places |
| ---------------------- | ----------- | ------ | ------ |
| 1                      | Norvège     | 240,00 | 1      |
| 2                      | Hongrie     | 182,00 | 1      |
| 3                      | France      | 153,33 | 1      |
| 4                      | Russie      | 133,00 | 0      |
| 5                      | Danemark    | 128,33 | 1      |
| 6                      | Roumanie    | 113,00 | 1      |
| 7                      | Slovénie    | 85,00  | 1      |
| 8                      | Monténégro  | 71,67  | 1      |
| 9                      | Allemagne   | 61,33  | 1      |
| 10 à 50 : aucune place |             |        |        |

| Rang                                   | Championnat | Coeff. | Places |
| -------------------------------------- | ----------- | ------ | ------ |
| 1                                      | Danemark    | 112,00 | 4      |
| 2                                      | Allemagne   | 85,67  | 4      |
| 3                                      | France      | 82,33  | 3      |
| 4                                      | Roumanie    | 73,00  | 3      |
| 5                                      | Hongrie     | 67,00  | 3      |
| 6                                      | Norvège     | 50,33  | 3      |
| 7                                      | Russie      | 44,50  | 0      |
| 8                                      | Pologne     | 28,33  | 3      |
| 9                                      | Croatie     | 20,33  | 3      |
| 10 à 17 : 2 places ; 18 à 31 : 1 place |             |        |        |
| 32 à 50 : 0 place                      |             |        |        |

Depuis la création du classement européen des championnats nationaux, la Hongrie a toujours fait partie des meilleurs championnats, étant même premier à sept reprises :
| Année | 06 | 07 | 08 | 09 | 10 | 11 | 12 | 13 | 14 | 15 | 16 | 17 | 18 | 19 | 20 | 21 | 22 | 23 |
| ----- | -- | -- | -- | -- | -- | -- | -- | -- | -- | -- | -- | -- | -- | -- | -- | -- | -- | -- |
| Rang  | 2  | 2  | 3  | 3  | 4  | 2  | 2  | 1  | 1  | 2  | 2  | 1  | 1  | 1  | 1  | 1  | 2  | 2  |

De plus, la Hongrie a remporté huit fois la Coupe des clubs champions ou Ligue des champions, s'inclinant également douze fois en finale :
| Club                    | Finales gagnées | Finales gagnées                    | Finales perdues | Finales perdues        |
| Club                    | Nb              | Saison(s)                          | Nb              | Saison(s)              |
| ----------------------- | --------------- | ---------------------------------- | --------------- | ---------------------- |
| Győri ETO KC            | 6               | 2013, 2014, 2017, 2018, 2019, 2024 | 4               | 2009, 2012, 2016, 2022 |
| Vasas Budapest          | 1               | 1982                               | 4               | 1978, 1979, 1993, 1994 |
| Dunaferr NK             | 1               | 1999                               | 0               | -                      |
| Ferencváros TC Budapest | 0               | -                                  | 3               | 1971, 2002, 2023       |
| Budapest Spartacus SC   | 0               | -                                  | 1               | 1965                   |

### Meilleures joueuses hongroises de l'année
| Année | Joueuse           | Club                    |
| ----- | ----------------- | ----------------------- |
| 1964  | Mária Tóth        | Óbudai Goldberger SE    |
| ...   |                   |                         |
| 2017  | Anita Görbicz (6) | Győri ETO KC            |
| 2018  | Anikó Kovacsics   | Ferencváros TC Budapest |
| 2019  | Nadine Schatzl    | Ferencváros TC Budapest |
| 2020  | Blanka Bíró       | Ferencváros TC Budapest |
| 2021  | Gréta Márton      | Ferencváros TC Budapest |
| 2022  | Katrin Klujber    | Ferencváros TC Budapest |
| 2023  | Blanka Bíró (2)   | Ferencváros TC Budapest |